# Eudonia
Eudonia är ett släkte av fjärilar som beskrevs av Gustaf Johan Billberg 1820. Enligt Catalogue of Life ingår Eudonia i familjen Crambidae, men enligt Dyntaxa är tillhörigheten istället familjen mott.

## Bildgalleri

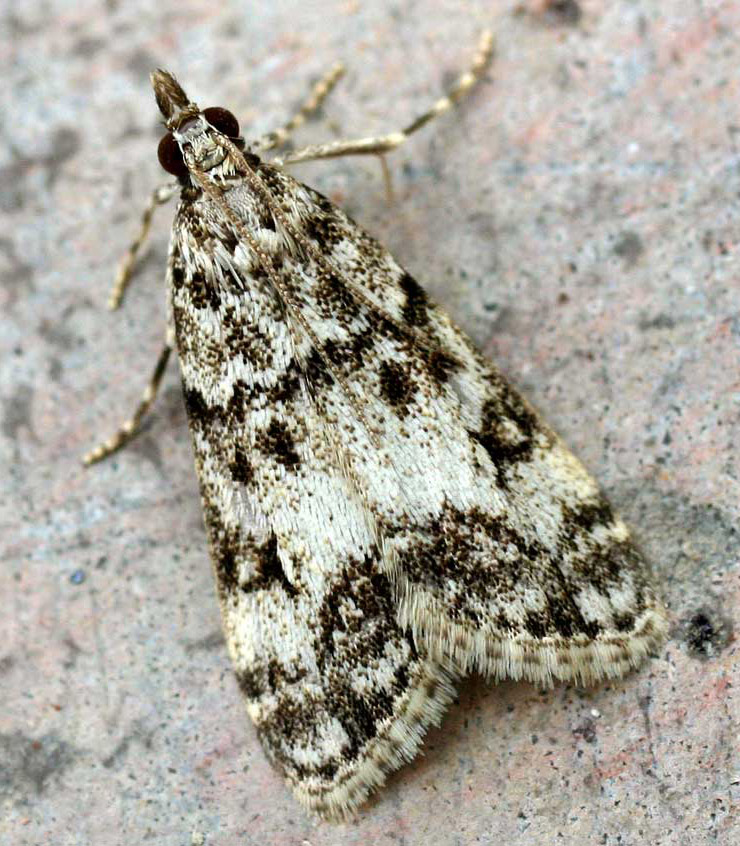

## Dottertaxa tillEudonia, i alfabetisk ordning[1][2]
- Eudonia achlya
- Eudonia actias
- Eudonia acuminatella
- Eudonia aeolis
- Eudonia aequalis
- Eudonia agana
- Eudonia albafascicula
- Eudonia albertalis
- Eudonia albilinea
- Eudonia alialis
- Eudonia alopecias
- Eudonia alpina
- Eudonia alterna
- Eudonia alticola
- Eudonia altissima
- Eudonia amissella
- Eudonia amphicypella
- Eudonia angustea
- Eudonia anthracias
- Eudonia antimacha
- Eudonia antiquella
- Eudonia aphrodes
- Eudonia aplysia
- Eudonia ara
- Eudonia aspidota
- Eudonia asterisca
- Eudonia atmogramma
- Eudonia axena
- Eudonia balanopis
- Eudonia bielnalis
- Eudonia bisinualis
- Eudonia borealis
- Eudonia bronzalis
- Eudonia bucolica
- Eudonia camerounensis
- Eudonia catactis
- Eudonia cataxesta
- Eudonia chalara
- Eudonia characta
- Eudonia chimeria
- Eudonia chlamydota
- Eudonia choristis
- Eudonia chrysomicta
- Eudonia citrocosma
- Eudonia clavula
- Eudonia clerica
- Eudonia clonodes
- Eudonia coarctata
- Eudonia colpota
- Eudonia commortalis
- Eudonia concinnella
- Eudonia confusella
- Eudonia crataea
- Eudonia crataegella
- Eudonia critica
- Eudonia cryerodes
- Eudonia crypsinoa
- Eudonia cymatias
- Eudonia cyptastis
- Eudonia dactyliopa
- Eudonia decorella
- Eudonia delphinatalis
- Eudonia deltophora
- Eudonia delunella
- Eudonia demodes
- Eudonia dinodes
- Eudonia dochmia
- Eudonia dorada
- Eudonia dupla
- Eudonia echo
- Eudonia empeda
- Eudonia epicremna
- Eudonia epicryma
- Eudonia epimystis
- Eudonia erebochalca
- Eudonia eremitis
- Eudonia expallidalis
- Eudonia feredayi
- Eudonia formosa
- Eudonia fotounii
- Eudonia franciscalis
- Eudonia franclemonti
- Eudonia frequentella
- Eudonia frigida
- Eudonia fusca
- Eudonia galactalis
- Eudonia geminoflexuosa
- Eudonia geraea
- Eudonia gigantea
- Eudonia gonodecta
- Eudonia gracilalis
- Eudonia gracilineata
- Eudonia gressitti
- Eudonia griveaudi
- Eudonia gymnopis
- Eudonia gyrotoma
- Eudonia halirrhoa
- Eudonia halmaea
- Eudonia hawaiensis
- Eudonia heimi
- Eudonia hemicycla
- Eudonia hemiplaca
- Eudonia hesperella
- Eudonia heterosalis
- Eudonia hiranoi
- Eudonia homala
- Eudonia ianthes
- Eudonia imparella
- Eudonia imparilis
- Eudonia inouei
- Eudonia interlinealis
- Eudonia ischnias
- Eudonia isophaea
- Eudonia japanalpina
- Eudonia jucunda
- Eudonia lacustrata
- Eudonia laetella
- Eudonia lapponica
- Eudonia legnota
- Eudonia leptalea
- Eudonia leptophaea
- Eudonia leucogramma
- Eudonia leucophthalma
- Eudonia liebmanni
- Eudonia lindbergalis
- Eudonia linealis
- Eudonia lineola
- Eudonia livonica
- Eudonia locularis
- Eudonia loxocentra
- Eudonia lugubralis
- Eudonia luminatrix
- Eudonia luteusalis
- Eudonia luzialis
- Eudonia lycopodiae
- Eudonia macrophanes
- Eudonia madagascariensis
- Eudonia maderensis
- Eudonia magnibursa
- Eudonia malawiensis
- Eudonia manganeutis
- Eudonia maoriella
- Eudonia marginalis
- Eudonia marioni
- Eudonia marmarias
- Eudonia mawsoni
- Eudonia medinella
- Eudonia melanaegis
- Eudonia melanocephala
- Eudonia melanographa
- Eudonia melanopis
- Eudonia melichlora
- Eudonia meliturga
- Eudonia mercurea
- Eudonia mercurella
- Eudonia meristis
- Eudonia mesoleuca
- Eudonia miantis
- Eudonia microdontalis
- Eudonia microphthalma
- Eudonia minima
- Eudonia minor
- Eudonia minualis
- Eudonia moanalis
- Eudonia montana
- Eudonia munroei
- Eudonia murana
- Eudonia napolitalis
- Eudonia nectarias
- Eudonia nectarioides
- Eudonia notozeucta
- Eudonia nyctombra
- Eudonia octonella
- Eudonia octophora
- Eudonia oculata
- Eudonia oenopis
- Eudonia officialis
- Eudonia okuensis
- Eudonia ombrodes
- Eudonia omichlopis
- Eudonia opostactis
- Eudonia oreas
- Eudonia organaea
- Eudonia orthoria
- Eudonia owadai
- Eudonia oxythyma
- Eudonia pachyerga
- Eudonia pachysema
- Eudonia paghmanella
- Eudonia pallida
- Eudonia pallidimarginalis
- Eudonia paltomacha
- Eudonia parachlora
- Eudonia parviangusta
- Eudonia passalota
- Eudonia pentaspila
- Eudonia perierga
- Eudonia periphanes
- Eudonia perkinsi
- Eudonia pernigralis
- Eudonia peronetis
- Eudonia persica
- Eudonia persimilalis
- Eudonia persimilis
- Eudonia petrophila
- Eudonia phaeoleuca
- Eudonia phycitinalis
- Eudonia portlandica
- Eudonia pseudomurana
- Eudonia pusilla
- Eudonia ranica
- Eudonia repercussa
- Eudonia resinea
- Eudonia rufitinctalis
- Eudonia rungsi
- Eudonia speideli
- Eudonia spenceri
- Eudonia stenota
- Eudonia steropaea
- Eudonia stoliczkana
- Eudonia strigalis
- Eudonia struthias
- Eudonia submarginalis
- Eudonia sudetica
- Eudonia synapta
- Eudonia tafirella
- Eudonia taiwanalpina
- Eudonia tetranesa
- Eudonia thalamias
- Eudonia threnodes
- Eudonia thyellopis
- Eudonia thyridias
- Eudonia torniplagalis
- Eudonia torodes
- Eudonia triacma
- Eudonia triclara
- Eudonia trivirgata
- Eudonia truncicolella
- Eudonia tyraula
- Eudonia umbrosa
- Eudonia unita
- Eudonia ustiramis
- Eudonia vafra
- Eudonia valesiacella
- Eudonia vallesialis
- Eudonia vaudaliella
- Eudonia venosa
- Eudonia versicolorella
- Eudonia vesuntialis
- Eudonia viettei
- Eudonia virescens
- Eudonia vivada
- Eudonia xysmatias
- Eudonia yaoundeiensis
- Eudonia zophochlaena
- Eudonia zophochlora